# Hit List (comédie musicale)
Hit List est une comédie musicale fictionnelle créée dans la seconde saison de Smash. 
Dans l'univers de la série, elle a été écrite et composée par Jimmy Collins (incarné par Jeremy Jordan) et Kyle Bishop (Andy Mientus). Dans la réalité, Drew Gasparini, Joe Iconis, Andrew McMahon, Benj Pasek, Justin Paul, Marc Shaiman, Scott Wittman et Lucie Silvas ont participé à sa création.

## Synopsis
Le musical raconte l'histoire de deux personnes, Amanda et Jesse, qui ont des personnalités  différentes. Leurs  destins  se croisent, alimentés par un même  désir,  changer définitivement leurs vies, leurs routes étant déjà tracées. Cette histoire est autant émouvante que sombre et dramatique.

## Distribution
- Katharine McPhee : Amanda/Nina
- Jeremy Jordan : Jesse
- Krysta Rodriguez: La Diva/Sara Smith
- Leslie Odom Jr : JB, le manager
- Andy Mientus : Nick, le narrateur

### Ancienne distribution
- Mara Davi : La Diva/Sara Smith

## Chansons

### Acte I
- Broadway, Here I Come! (Pre-Reprise) - La Diva
- Rewrite This Story - Jesse et Amanda
- Good For You - Amanda
- Broadway, Here I Come! - Amanda
- Anymore - Jesse
- If I Had You - Jesse et Nick
- Reach For Me - La Diva
- Original - Amanda
- Anymore (Reprise) - Nina
- I Heard Your Voice In A Dream - Jesse et Nina
- Pretender - Nina
- The Guide to Success - JB
- Don't Let Me Know - Nina et Jesse
- I'm Not Sorry - Nina et La Diva
- Caught In The Storm - Jesse

### Acte II
- Calling Out My Name - La Diva, Jesse et Nick
- Swim - Nick
- Haddonfield (15 Years Later) - La Diva
- Good For You (Reprise) - Nina
- Heart Shaped Wreckage - Jesse et Amanda
- Broadway, Here I Come! (Reprise) - Jesse et Amanda
- The Love I Meant To Say - Jesse
- The Goodbye Song - Ensemble

## Autour du spectacle
Le 9 décembre 2013, deux représentations de Hit List ont été données au cabaret et restaurant 54 Below à New York. Au vu du succès remporté lors de la vente des places, une troisième représentation a été ajoutée le 8 décembre. Les acteurs Jeremy Jordan, Andy Mientus et Krysta Rodriguez ont repris leurs rôles respectifs tandis que Katharine McPhee, indisponible à ce moment, a été remplacé par Carrie Manolakos.